# Marubun Lokkung
Marubun Lokkung is een bestuurslaag in het regentschap Simalungun van de provincie Noord-Sumatra, Indonesië. Marubun Lokkung telt 1050 inwoners (volkstelling 2010).